# Ellef Ringnes Island

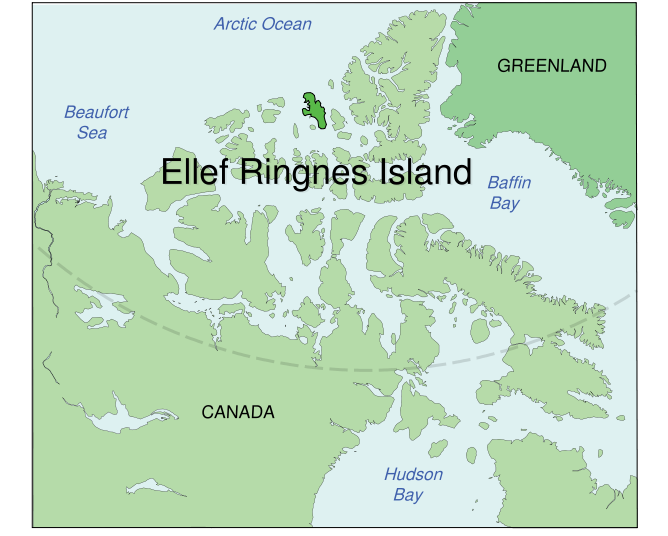
Karta över norra Kanada med Ellef Ringnes Island tydligt utmärkt.

Ellef Ringnes Island är en ö i Nunavut, Kanada, västan om Ellesmereön och räknas till Sverdrupöarna i den kanadensiska polararkipelagen. Ön har en yta på 11 295 km² och är obebodd. Den består i stort sett av lågland utan jöklar. Norrut på västkusten ligger den meteorologiska stationen Isachsen. Medeltemperaturen för den kallaste månaden (februari) er här −37 °C och för den varmaste (juli) 4 °C. I början av 1970-talet upptäcktes fyndigheter av naturgas på ön.
Ön blev upptäckt av Gunnar Isachsen och Sverre Hassel under den andra Framexpeditionen, och blev uppkallad efter Ellef Ringnes, den ene av de två Ringnes-bröderna som var med och finansierade expeditionen.